# Tystberga
Tystberga är en tätort i Nyköpings kommun och kyrkbyn i Tystberga socken. Det är beläget vid Nyköpingsbanan och cirka 20 kilometer nordost om Nyköping.

## Befolkningsutveckling
| Befolkningsutvecklingen i Tystberga 1950–2020 | Befolkningsutvecklingen i Tystberga 1950–2020 | Befolkningsutvecklingen i Tystberga 1950–2020 | Befolkningsutvecklingen i Tystberga 1950–2020 | Befolkningsutvecklingen i Tystberga 1950–2020 |
| --------------------------------------------- | --------------------------------------------- | --------------------------------------------- | --------------------------------------------- | --------------------------------------------- |
|                                               |                                               |                                               |                                               |                                               |
| År                                            |                                               |                                               | Folkmängd                                     | Areal (ha)                                    |
| 1950                                          | 1950                                          |                                               | 388                                           |                                               |
| 1960                                          | 1960                                          |                                               | 754                                           |                                               |
| 1965                                          | 1965                                          |                                               | 987                                           |                                               |
| 1970                                          | 1970                                          |                                               | 1 015                                         |                                               |
| 1975                                          | 1975                                          |                                               | 1 078                                         |                                               |
| 1980                                          | 1980                                          |                                               | 1 008                                         |                                               |
| 1990                                          | 1990                                          |                                               | 941                                           | 92                                            |
| 1995                                          | 1995                                          |                                               | 949                                           | 93                                            |
| 2000                                          | 2000                                          |                                               | 932                                           | 93                                            |
| 2005                                          | 2005                                          |                                               | 844                                           | 93                                            |
| 2010                                          | 2010                                          |                                               | 828                                           | 92                                            |
| 2015                                          | 2015                                          |                                               | 869                                           | 106                                           |
| 2020                                          | 2020                                          |                                               | 895                                           | 108                                           |
|                                               |                                               |                                               |                                               |                                               |

## Samhället
Namnet Tystberga (Thustaberga) kommer från en gård tidigast omnämnd år 1284. Att efterleden innehåller berg syftar på att kyrkan ligger på en höjd. Förledens tolkning är oklar.
Från bronsåldern finns gravrösen och skärvstenshögar. Järnåldern märks genom 45 gravfält. De flesta av dem är från yngre järnåldern. Det finns även en fornborg samt tre runstenar inom socknen. En av runstenarna är en Ingvarssten, rest till minne av nordmän som deltog i Ingvar den vittfarnes katastrofala vikingatåg i österled kring åren 1036–1041, också känt som Ingvarståget. På stenen står det: "Muskia och Manne läto resa detta minnesmärke efter sin broder Rodger och sin fader Holmsten. Han hade vistats länge i väster. De dogo österut med Ingvar."
Tystberga socken har medeltida ursprung, den första skolan i socknen uppfördes 1832. Vid kommunreformen 1862 övergick socknens ansvar för de kyrkliga frågorna till Tystberga församling och för de borgerliga frågorna till Tystberga landskommun. Landskommunen utökades 1952 och uppgick 1971 i Nyköpings kommun.
Tystberga kyrka är församlingskyrka för Tystbergabygdens församling inom Svenska kyrkan. Tystberga kyrkas äldsta delar är från 1100-talet och är bevarade i den västra delen av långhuset. Kyrkan byggdes sedan ut på 1300-talet och nuvarande sakristia tillkom. Under 1400-talet uppfördes klocktornet och kyrkan försågs med valv. Stjärnvalven dekorerades 1618 av Peder målare. En stor ombyggnad genomfördes 1881 då vapenhuset och sydvästra ingången murades igen, samt nya fönster togs upp. Sakristian fick också sitt nuvarande valv.
Det finns också en frikyrka i samhället, Frikyrkan Tystberga som är en så kallad gemensam församling. Den är alltså knuten till flera samfund: dessa är Svenska Missionskyrkan, Pingströrelsen och Evangeliska Frikyrkan.
Historiskt sett var Tystberga ett stationssamhälle utmed Nyköpingsbanan på Södra stambanan mellan Malmö och Stockholm. Tystberga station bestod av en stationsbyggnad och väntsal, samt banvaktarbostad. Stationen stängde för persontrafik 1972.
Tystberga-Bälinge Frivilliga Brandkår (numera Tystberga Räddningsvärn) bildades den 2 november 1935, efter en kraftig eldsvåda i ett bostadshus den 14 juni samma år. Året efter, den 9 juni 1936, levererades brandkårens första motoriserade spruta. Ett garage vid Engården fungerade som första brandstation. Försäkringsbolaget och kommunen stod för kostnaderna, stöd för brandkåren tecknades också genom passivt medlemskap i föreningen, minsta beloppet var 1 krona.
1940 köptes en tomt in och på platsen uppfördes en ny brandstation vilken stod klar 1942. 1940 köptes också brandkårens första brandbil in och betalades av Försäkringsbolaget. Brandbilen var av märket Cadillac. 1973 flyttade brandkåren, nu omdöpt till räddningskår, in i nya lokaler, fd. Demar Gustavssons bilverkstad som köptes in av Nyköpings kommun för ändamålet.
Förutom kyrkan utanför samhället är vattentornet på Knektberget en känd siluett.

## Idrott
I Tystberga finns idrottsföreningarna Tystberga GIF och Nynäs IK.

## Bilder

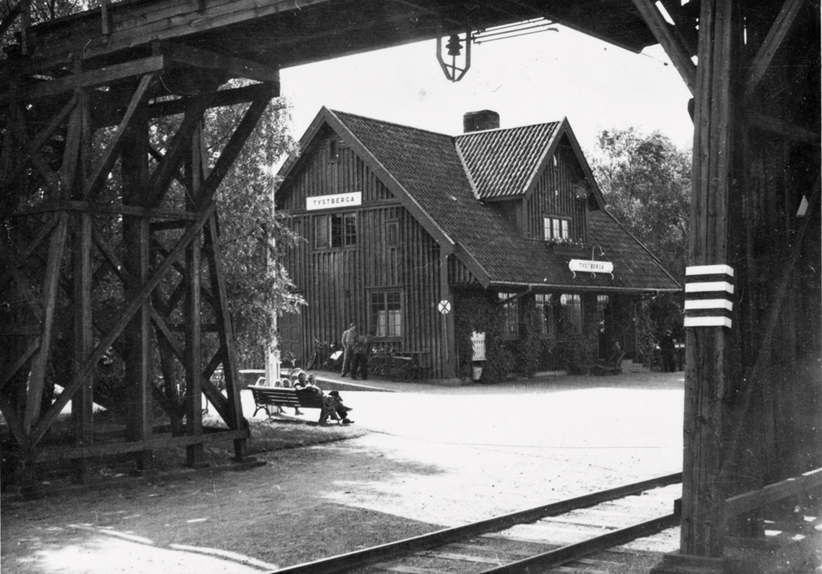
Tystberga station invigdes 1913.
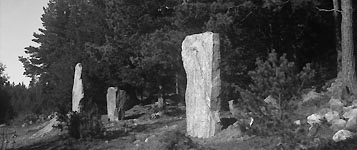
Södermanlands runinskrifter 173 och Södermanlands runinskrifter 374 i Tystberga (1939).